# Helene Flöss
Helene Flöss (* 29. September 1954 in Brixen, Südtirol) ist eine im Burgenland lebende Schriftstellerin.

## Leben
Helene Flöss absolvierte nach der Matura die Krankenpflegeschule in Bozen. Sie war zeitweilig als Kindermädchen in Genua tätig und unterrichtete von 1975 bis 1991 Technische Erziehung in Klausen und anschließend an der Mittelschule Arthur March in Brixen. Ab 1985 veröffentlichte sie Erzählungen unter Pseudonym, seit 1991 ist sie als freiberufliche Schriftstellerin tätig.

## Auszeichnungen
- 1990 Kunstpreis der Stadt Innsbruck 2. Preis für Dramatische Dichtung
- 2011 Kulturpreis des Landes Burgenland

## Publikationen
- Nasses Gras. Erzählungen, Innsbruck 1990.
- Spurensuche. Erzählungen, Innsbruck 1992.
- mit Walter Schlorhaufer: Briefschaften. Roman, Innsbruck 1994.
- Dürre Jahre. Erzählung, Innsbruck 1998.
- Schnittbögen. Roman, Verlag Haymon, Innsbruck 2000.
- Löwen im Holz. Roman, Verlag Haymon, Innsbruck 2003, ISBN 978-3-85218-431-9.
- Brüchige Ufer. Roman, Verlag Haymon, Innsbruck 2005, ISBN 978-3-85218-486-9.
- Der Hungermaler. Erzählung, Verlag Haymon, Innsbruck 2007, ISBN 978-3-85218-541-5.
- Mütterlicherseits. Roman, edition laurin, Innsbruck 2010, ISBN 978-3-902719-39-3.